# Cyathea alstonii
Cyathea alstonii är en ormbunkeart som beskrevs av R. M. Tryon. Cyathea alstonii ingår i släktet Cyathea och familjen Cyatheaceae. Inga underarter finns listade.